# Friesenbrücke
De Friesenbrücke is een brug in heropbouw in Duitsland voor spoor, fiets en voetgangers over de Eems tussen Weener en Westoverledingen.

## Geschiedenis

### 1926-2015
Het bouwwerk was 335 meter lang, enkelsporig en de langste bascule-spoorbrug van Duitsland.
De brug is in 1950-1951 uit staal opgebouwd, nadat de oude rolbasculebrug was vernietigd in de laatste dagen van de Tweede Wereldoorlog. Deze rolbasculebrug lag hier sinds 1926 en verving een draaibrug uit 1876.
De brug lag in de spoorlijn Ihrhove - Nieuweschans. Deze spoorlijn maakte tot 1945 deel uit van de kortste verbinding tussen Amsterdam en Hamburg. Daarna was de verbinding vooral van regionaal belang. Arriva gebruikte hem voor de passagierstrein tussen Groningen en Leer. Sinds Arriva de exploitatie verzorgde, reden in beide richtingen gemiddeld 14 treinen per dag over de brug. Er liep ook een voet- en fietspad.
Voor de scheepvaart moest de brug geopend worden. Dit duurde 10 minuten of meer, afhankelijk van de lengte van het schip. De doorgangsbreedte bedroeg 25 meter, wat niet genoeg was voor de meeste cruiseschepen van de Meyer Werft, op weg van Papenburg naar de Eemsmonding. In dit geval werd een gedeelte, naast het oorspronkelijke opengaande deel, verwijderd door kraanschip Triton. De brug kon in deze situatie niet meer dicht, waardoor de treindienst werd vervangen door busvervoer.

### Vernielde brug
De brug werd op donderdag 3 december 2015 om 18.40 uur geramd door het vrachtschip Emsmoon. De brug liep zware schade op waardoor hij voor onbepaalde tijd moest worden gesloten voor alle verkeer. Daardoor was er ook geen treinverkeer tussen Weener en Leer meer mogelijk. De brug moest geheel vervangen worden en het treinverkeer tussen Groningen en Leer moest daardoor langdurig worden vervangen door een busdienst.
In december 2015 verwijderde het kraanschip Triton het vernielde beweegbare brugdeel. Rederij Wagenborg voerde de berging uit, het opruimen duurde vier dagen. Het 280 ton wegende contragewicht bleek moeilijk te bergen.

### Herstel / vervanging
Begin 2016 werd bekend dat het herstel van de kapotte spoorbrug minimaal vijf jaar zou gaan duren. De verzekering keerde vier miljoen euro uit, terwijl een simpele versie met een nieuwe klapbrug enkele tientallen miljoen euro gaat kosten. Onderzoek of de bestaande pijlers een nieuw brugdeel zouden kunnen dragen was in september 2016 afgerond. In oktober 2016 maakte Deutsche Bahn bekend de spoorbrug te zullen herstellen. De Friesenbrücke zou niet eerder dan in 2020 heropend kunnen worden voor het treinverkeer.
Latere berichten spraken van een geheel nieuwe spoorbrug. De geschatte kosten bedroegen inmiddels 49 miljoen euro in plaats van de eerder berekende 29 miljoen. Omdat de bouw niet eerder dan in 2020 kon beginnen, zou de heropening na 2023 zijn. Het werd echter betwijfeld of de treinverbinding tussen Groningen en Leer in 2024 hersteld zou kunnen zijn. Bernd Althusmann, minister van Economische Zaken van de Duitse deelstaat Nedersaksen, stelde in 2018 dat het mogelijk tot zou 2028 duren voor een nieuwe brug gereed was.

## Nieuwbouw
Met een lengte van 160 meter krijgt de spoorlijn tussen Groningen en Leer de langste draaibrug van Europa. De Nederlandse regering wilde aan het project meebetalen mits het enkelspoor zou worden uitgebreid tot geëlektrificeerd dubbelspoor en er een directe en frequente verbinding zou komen van Groningen via Leer en Oldenburg naar Bremen. Wunderline voor het noorden heette het Nederlandse voorstel. Het werd in de regio verwelkomd, maar de Duitse autoriteiten houden het bij enkelspoor.
Volgens de planning van september 2021 komt er een gecombineerde hef- en draaibrug. Over de brug komt een enkelspoor te lopen, met ernaast, evenals voor 2015, een voet- en fietspad.
De nieuwbouw van de Friesenbrücke valt duurder uit en moet ruim 200 miljoen euro gaan kosten, daar waar in 2021 nog werd uitgegaan van 125 miljoen euro. De verwachting in 2023 was dat de brug in 2024 volledig hersteld zou zijn, waarmee de verbinding tussen Groningen en Leer hersteld zou moeten zijn. Later werd bekendgemaakt dat eind 2024 niet zal worden gehaald en dat de voltooiing gepland is voor 2025. Het laatste bouwelement arriveerde op 10 december 2024 bij de brug.
Een blijvende belemmering is een voorwaarde van de Wasserstraßen- und Schifffahrtsamt met betrekking tot vaste openingstijden voor het scheepvaartverkeer. De Meyer Werft in Papenburg, bouwer van grote cruiseschepen, heeft bedongen dat de brug 40 van elke 60 minuten open moet zijn. Dit zal grote beperkingen opleggen aan de treindienst en uitbreidingen in de weg staan.
Er is een multimediale informatiebio op de bouwplaats over de Friesenbrücke en Wunderlinie en er worden rondleidingen aangeboden.
In april 2025 werd de brug voor het eerst geopend en gesloten. De brug zal naar verwachting in de zomer van 2025 opengesteld worden voor fietsverkeer. 
Een mast op het dak moet toekomstige botsingen voorkomen.
Het nieuwe bouwwerk moet model staan voor de nieuwe brug over de Hunte bij Elsfleth.

## Afbeeldingen

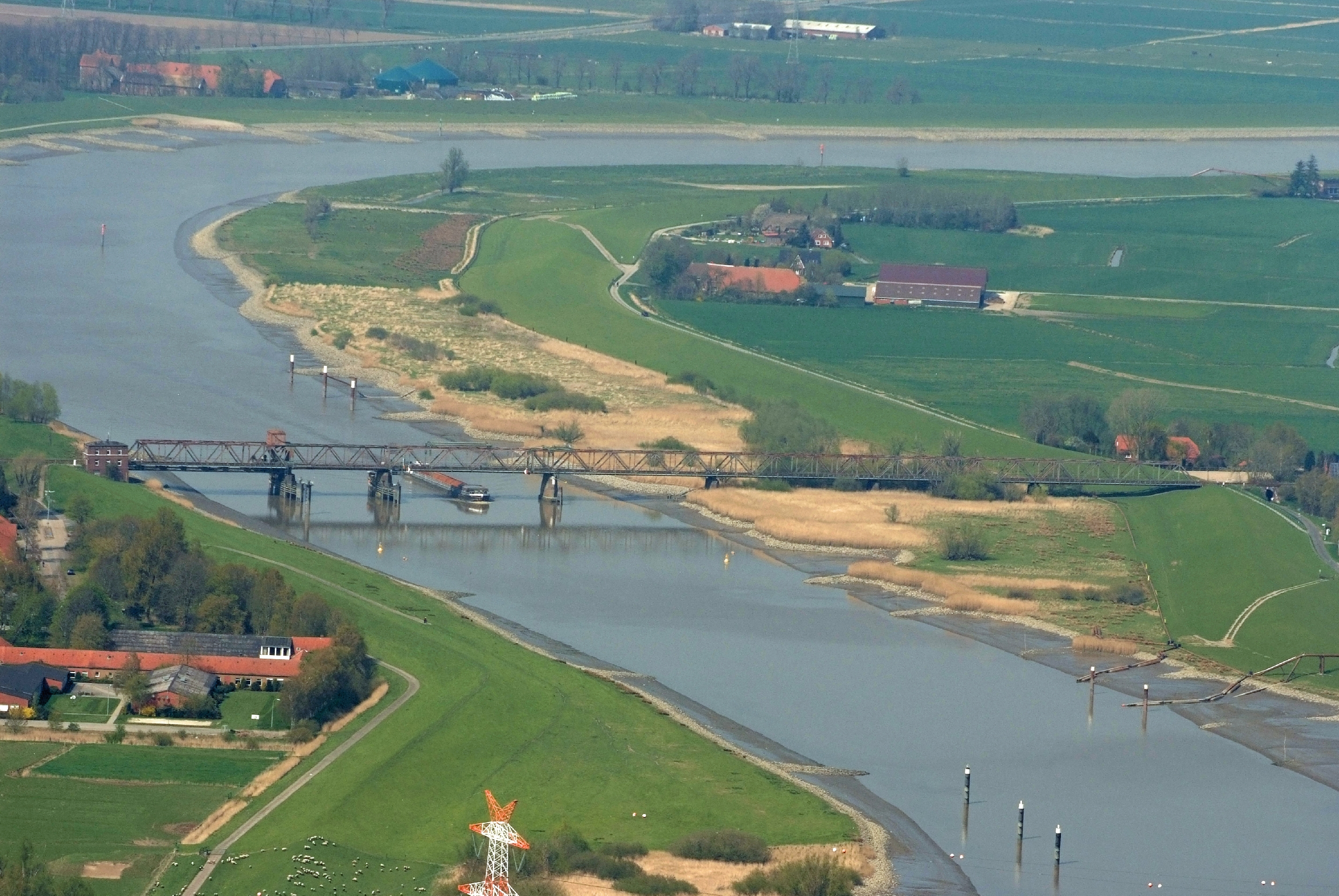
De vorige brug van boven
De vorige brug in geopende toestand
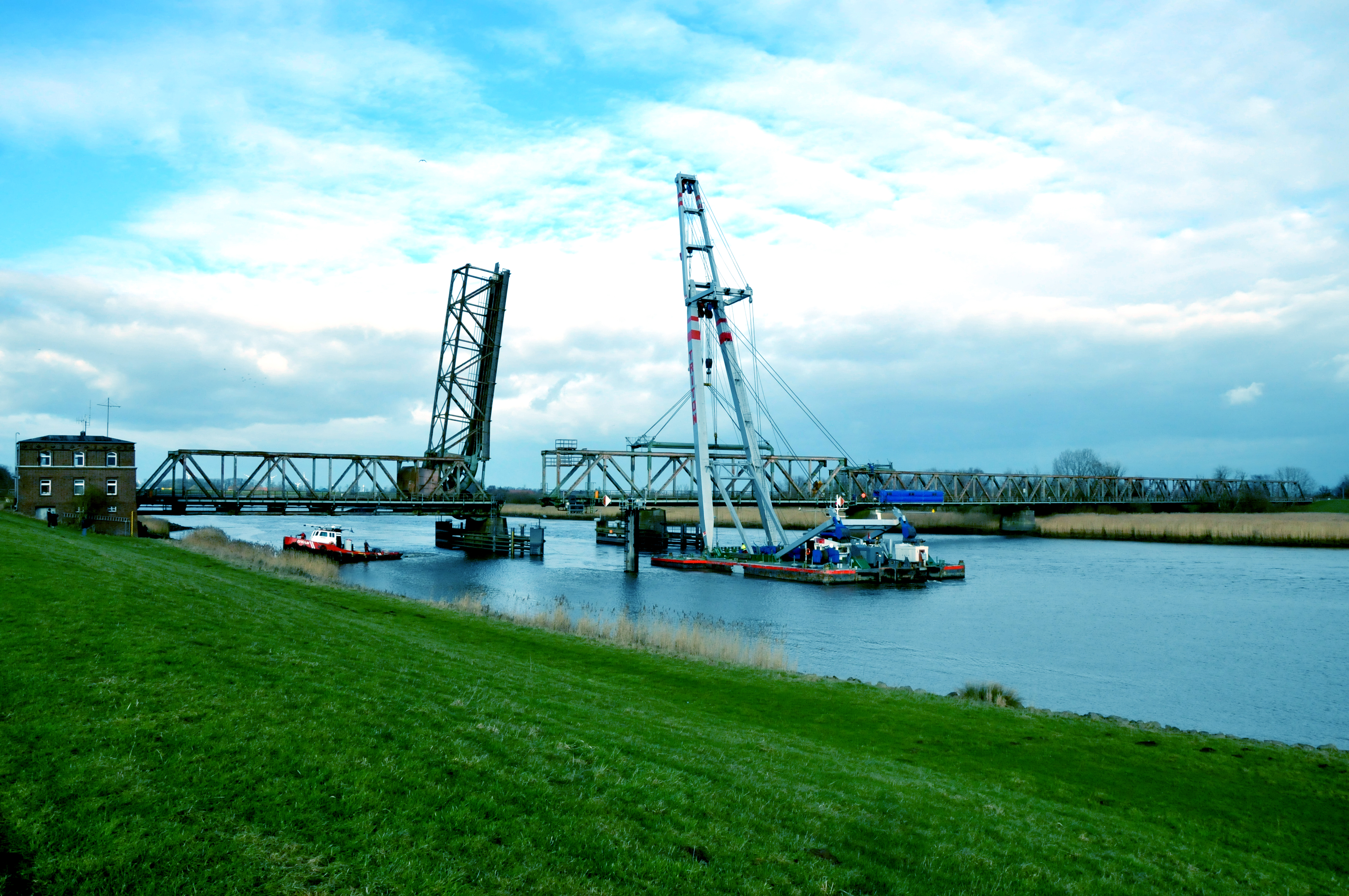
Het brugdeel hangt in de hefbok Triton om een doorgang te verbreden.
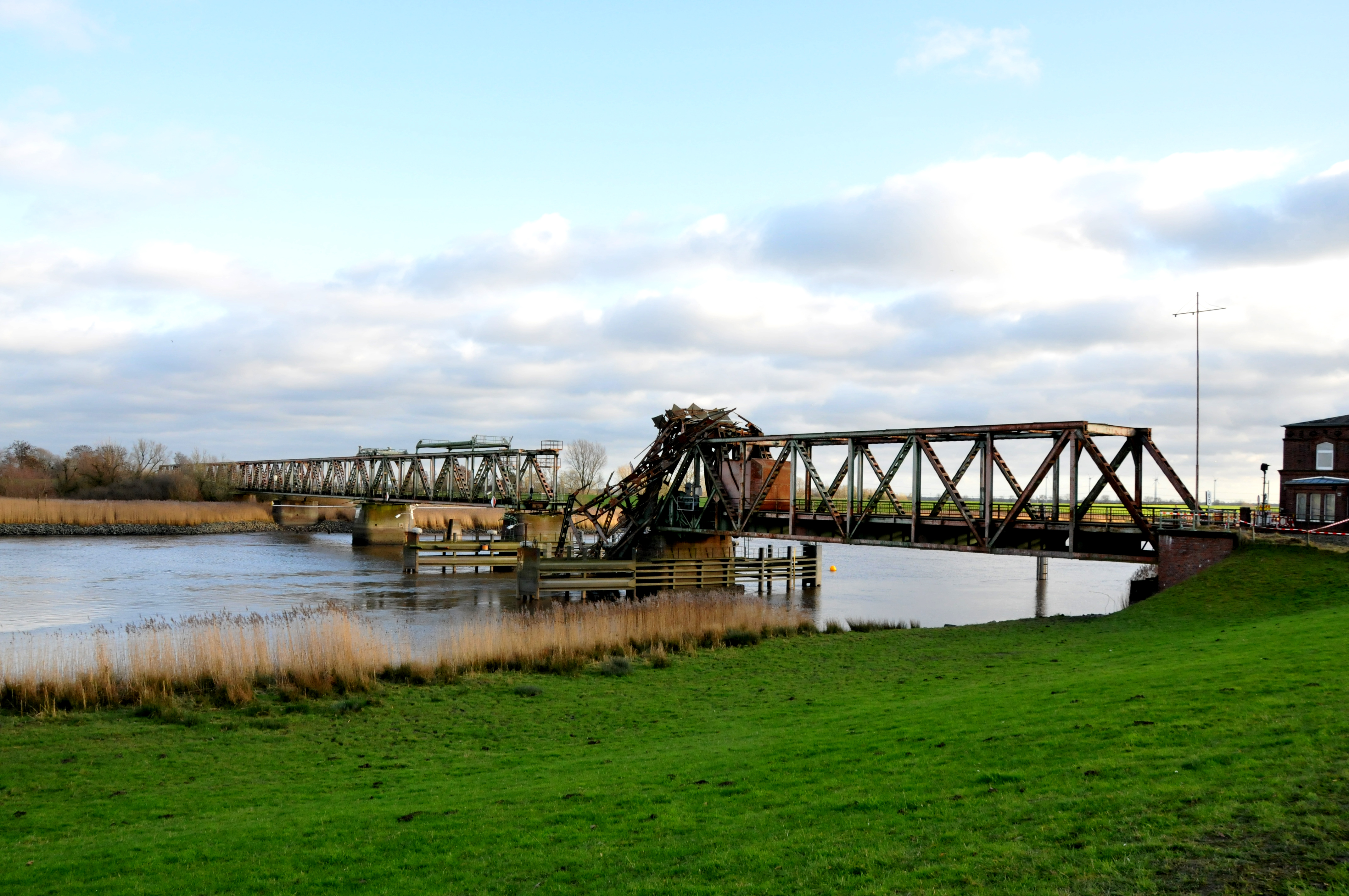
De vorige brug na de aanvaring door de MS Emsmoon
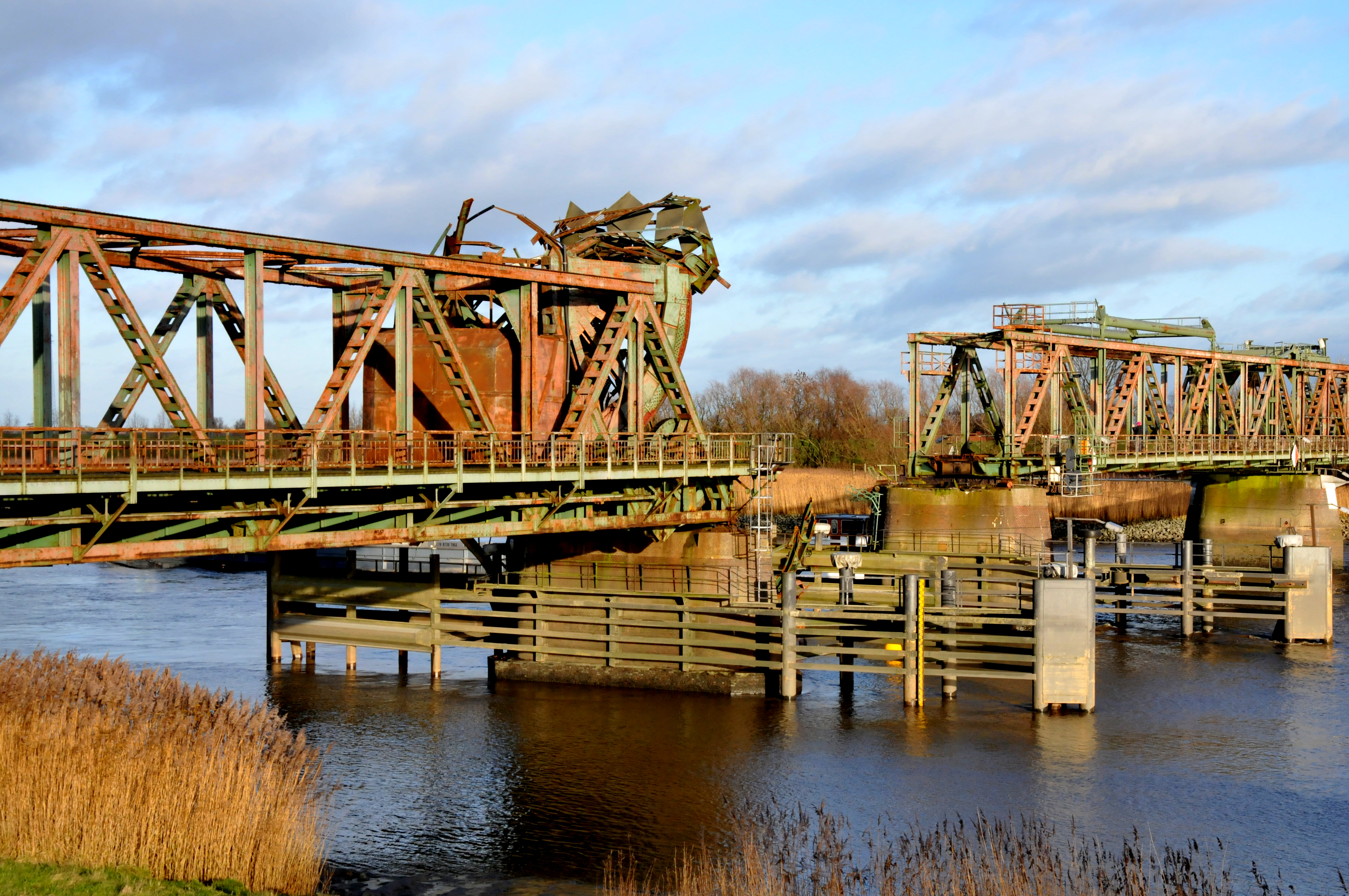
De vorige brug na de aanvaring door de MS Emsmoon
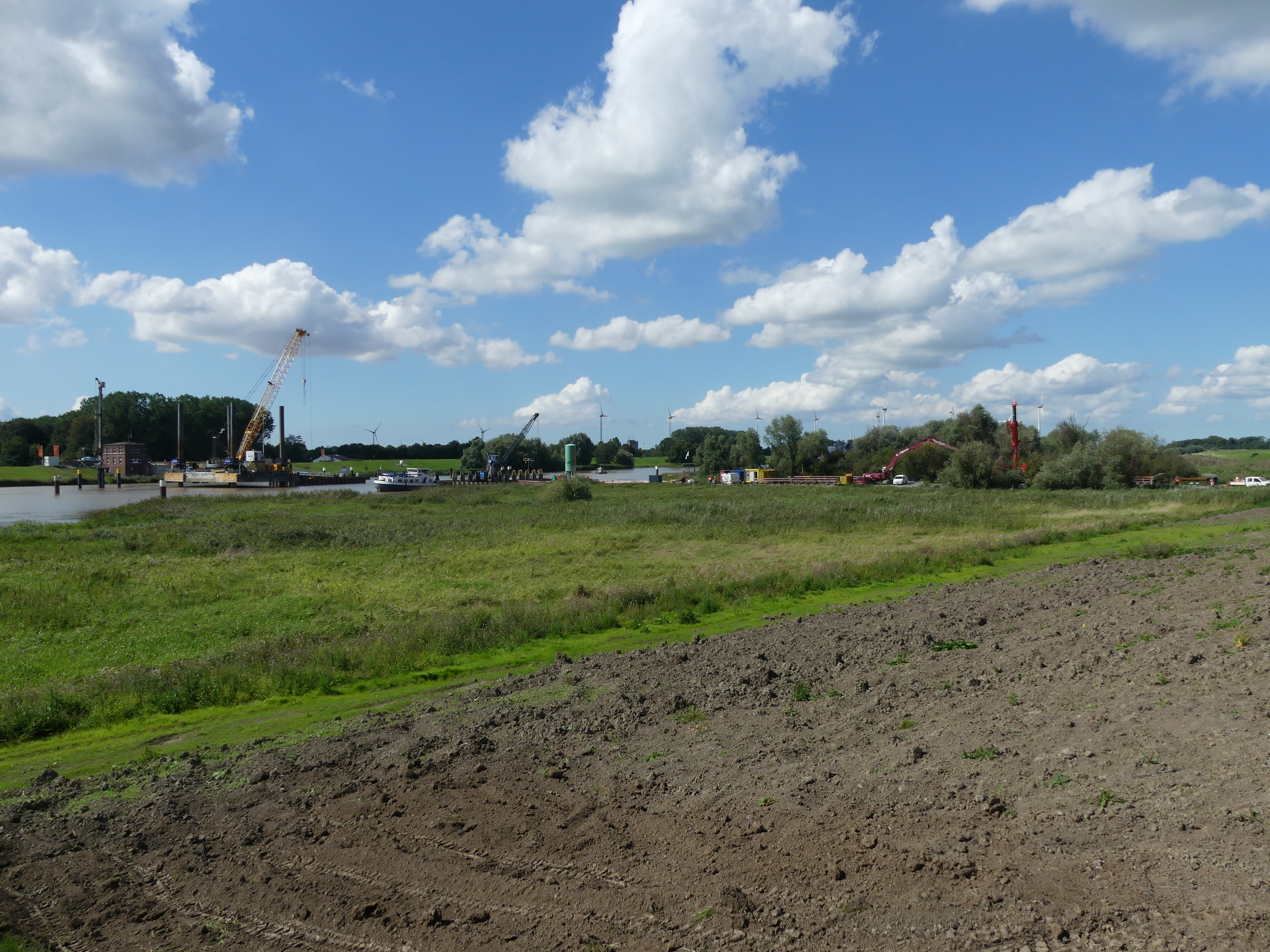
Bouwplaats van de nieuwe brug in augustus 2023